# Bautzen
Bautzen (kiejtéseⓘ, 1868 előtt Budissin, szorb nyelven Budyšin, lengyelül Budziszyn) ősrégi város Németországban, Szászország tartományban. Az azonos nevű járás székhelye. Lakóinak száma: 39.087 (2008). Drezdától keletre, a Spree folyó mellett fekszik. Felső-Lausitz (régiesen: Luzsica) székhelye, a németországi szorb kisebbség központja.

## Története
Az első írásos említés 1002-ből származik. 1018 és 1033 között lengyel fennhatóság alatt volt. Ezután a Német-római Birodalomhoz, 1319 után Csehországhoz tartozott. 1479 és 1490 között Hunyadi Mátyás birtokában volt a város. Az egykoron Mátyás király által újjáépített vár kapuja felett ma is látható a király leghívebb ábrázolásának tekintett dombormű, amelynek másolatát Budapesten a Hilton szállóba beépített Domonkos-rendi templom falában helyezték el. Bautzen a középkor folyamán tagja volt a „Hat felső-lausitzi város szövetségének”, Görlitz, Zittau, Löbau, Kamenz, Lauban mellett. Bautzen 1635-től tartozik Szászországhoz.
A náci Németország a Groß-Rosen nevű koncentrációs tábort működtette Bautzenben. Buchenwaldba való deportálása előtt a német kommunista vezető, Ernst Thälmann is ebben a táborban raboskodott.
A Német Demokratikus Köztársaság idején a „Sárga nyomorúság” (Gelbes Elend) gúnynevű börtön működött a városban, ahol főleg ellenzékiek töltötték szabadságvesztésüket.
A város 2002-ben ünnepelte fennállásának 1000. évfordulóját.

## Kultúra
Múzeumok:
- Stadtmuseum Bautzen – Városi múzeum
- Szorb Múzeum (Das Sorbische Museum Bautzen/Serbski muzej Budyšin)
- Domschatzkammer St. Petri
- Alte Wasserkunst
- Gedenkstätte Bautzen

Színházak:

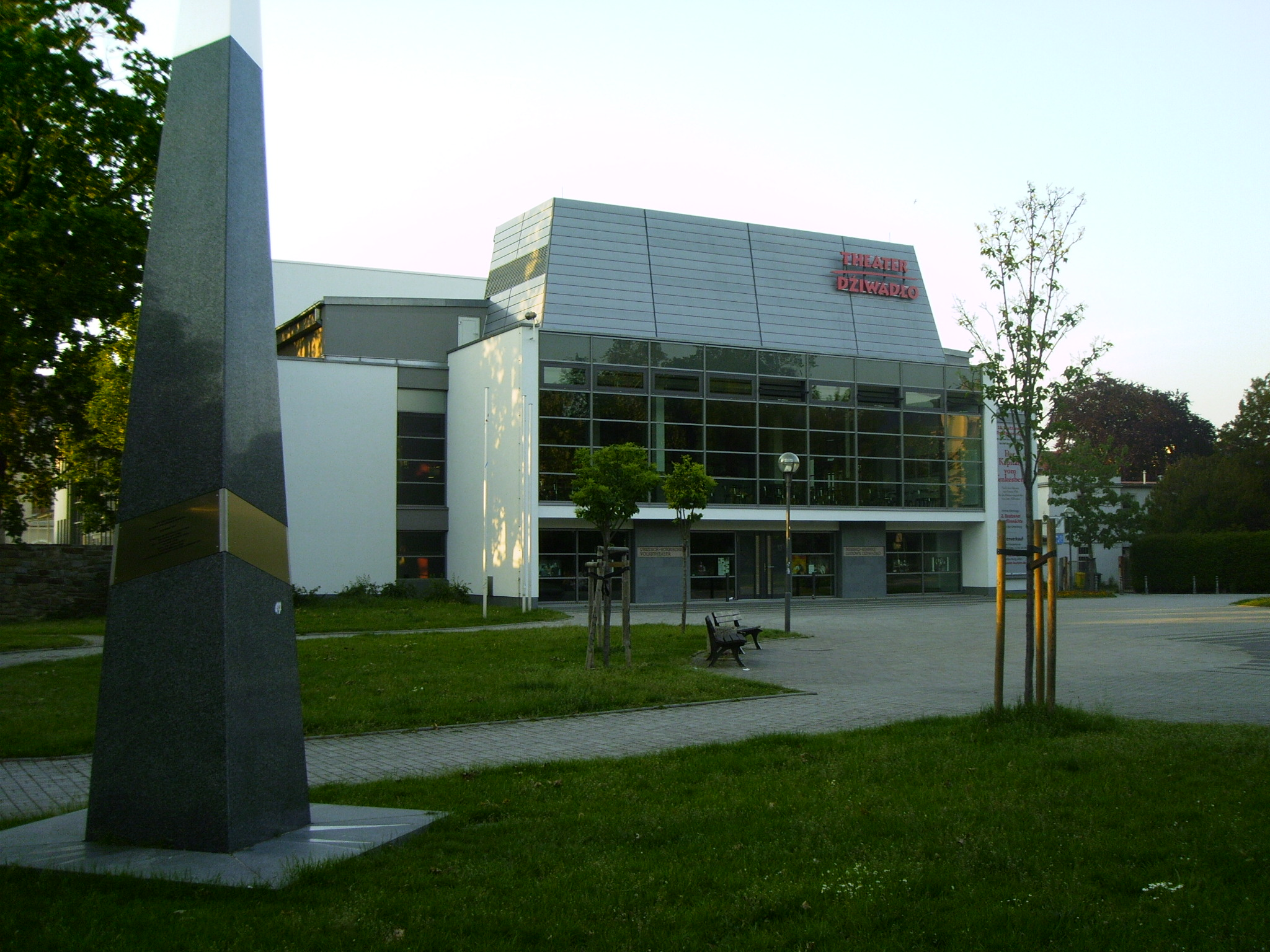
Német-szorb Népszínház

- Német-szorb Népszínház (Deutsch-sorbisches Volkstheater/Nemško-serbske Ludowe Dźivadło): A szorb népszínházat 1948-ban alapították, majd 1963-ban egyesítették a városi német színházzal (ez utóbbit 1796-ban alapították) A színház német, felső- és alsószorb nyelven játszik. (A felsőszorb nyelvjárást a városban és környékén beszéli a kisebbség (35000 beszélő), a másik dialektust Cottbus környékén beszélik, (15000 beszélő)) Az előadások többsége német nyelvű, de szimultán fordítás biztosított. A színház 1996 óta nyaranként szabadtéren is játszik, és kétnyelvű bábszínház is kapcsolódik hozzá. A színház saját színészképzést tart fenn.
- Sorbisches National-Ensemble/Serbski ludowy ansamble (turnészínház, alapítva: 1952)

## Híres emberek
- Bogna Koreng szorb műsorvezető 1965-ben itt született.
- Rudolf Hermann Lotze német filozófus, egyetemi tanár 1817-ben itt született.
- Paul Schneevogel (Paulus Niavis) német humanista pedagógus, író valószínűleg itt halt meg 1514 körül.

## Testvértelepülések
- Dreux, Franciaország (1992)
- Heidelberg, Németország (1991)
- Jablonec nad Nisou, Csehország (1993)
- Jelenia Góra, Lengyelország (1993)
- Worms, Németország (1990)

## Fotótár

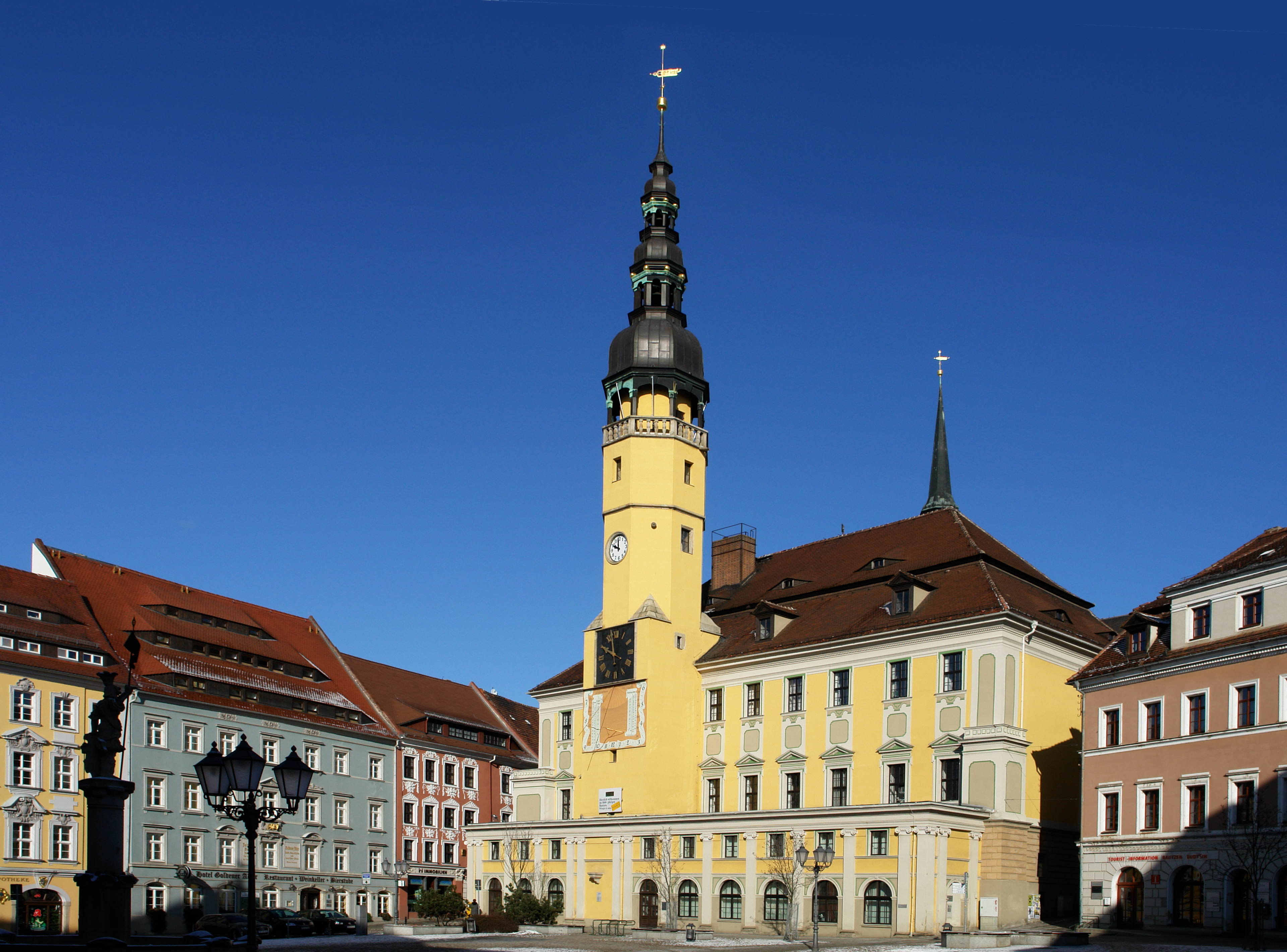
A városháza
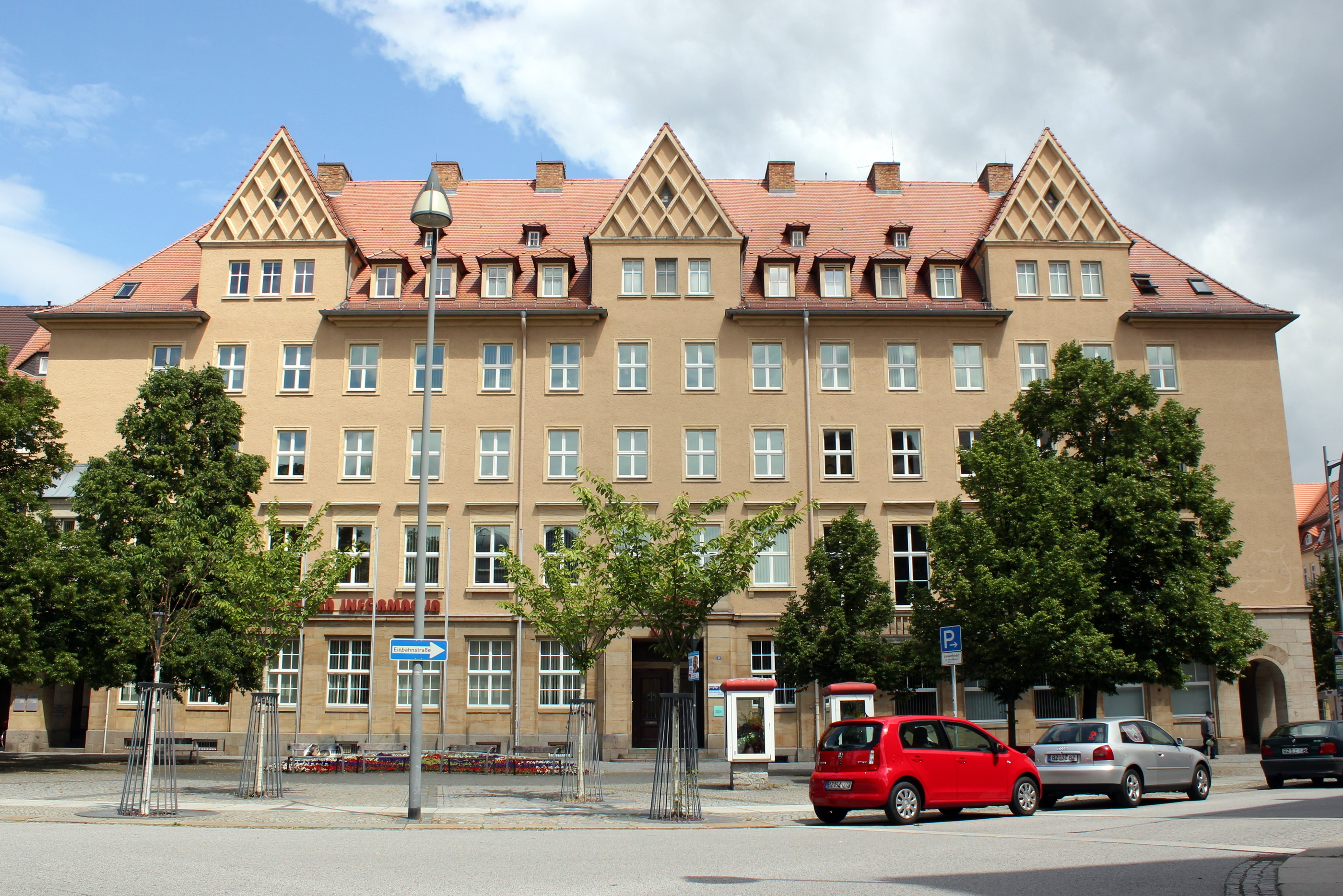
Serbski dom
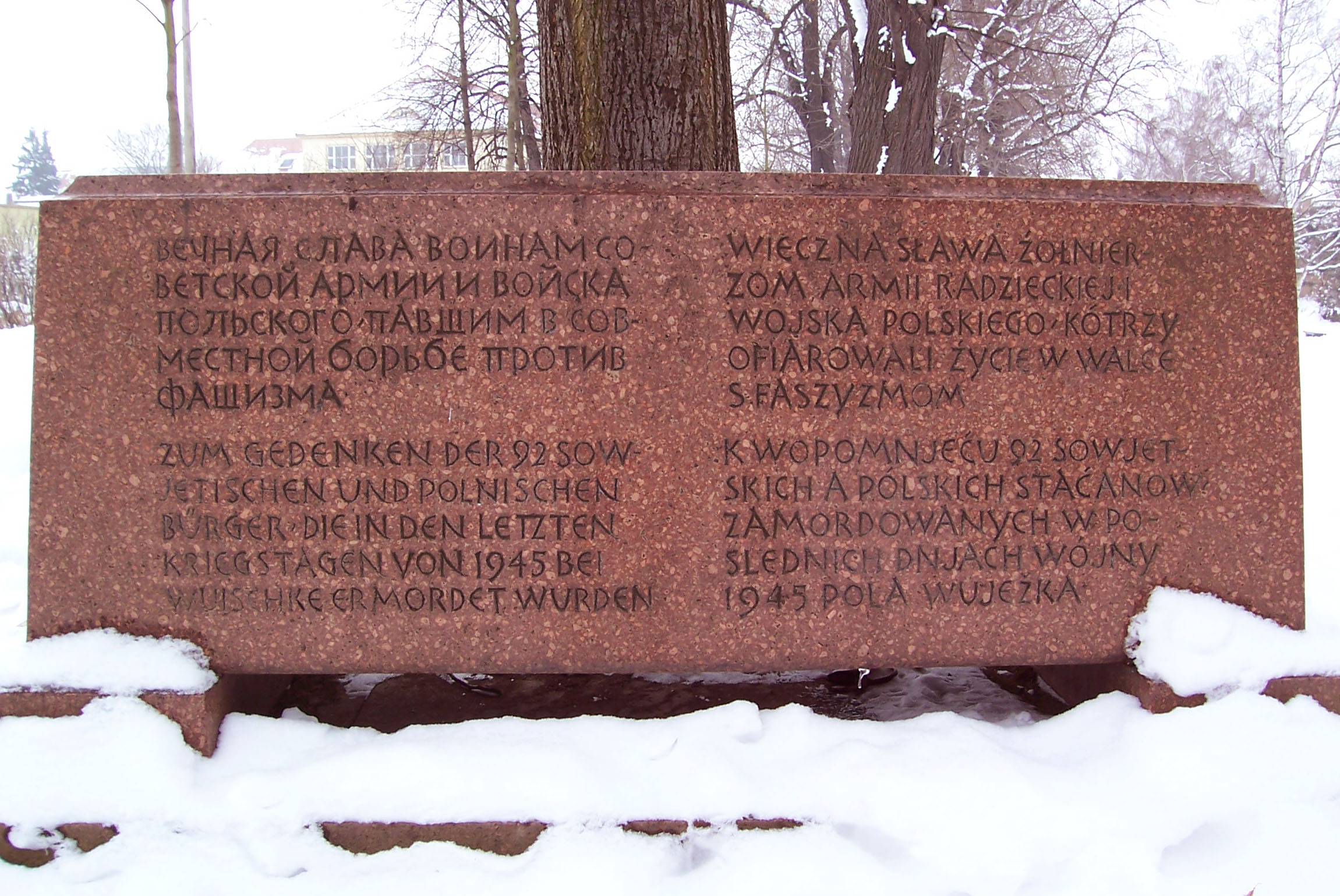
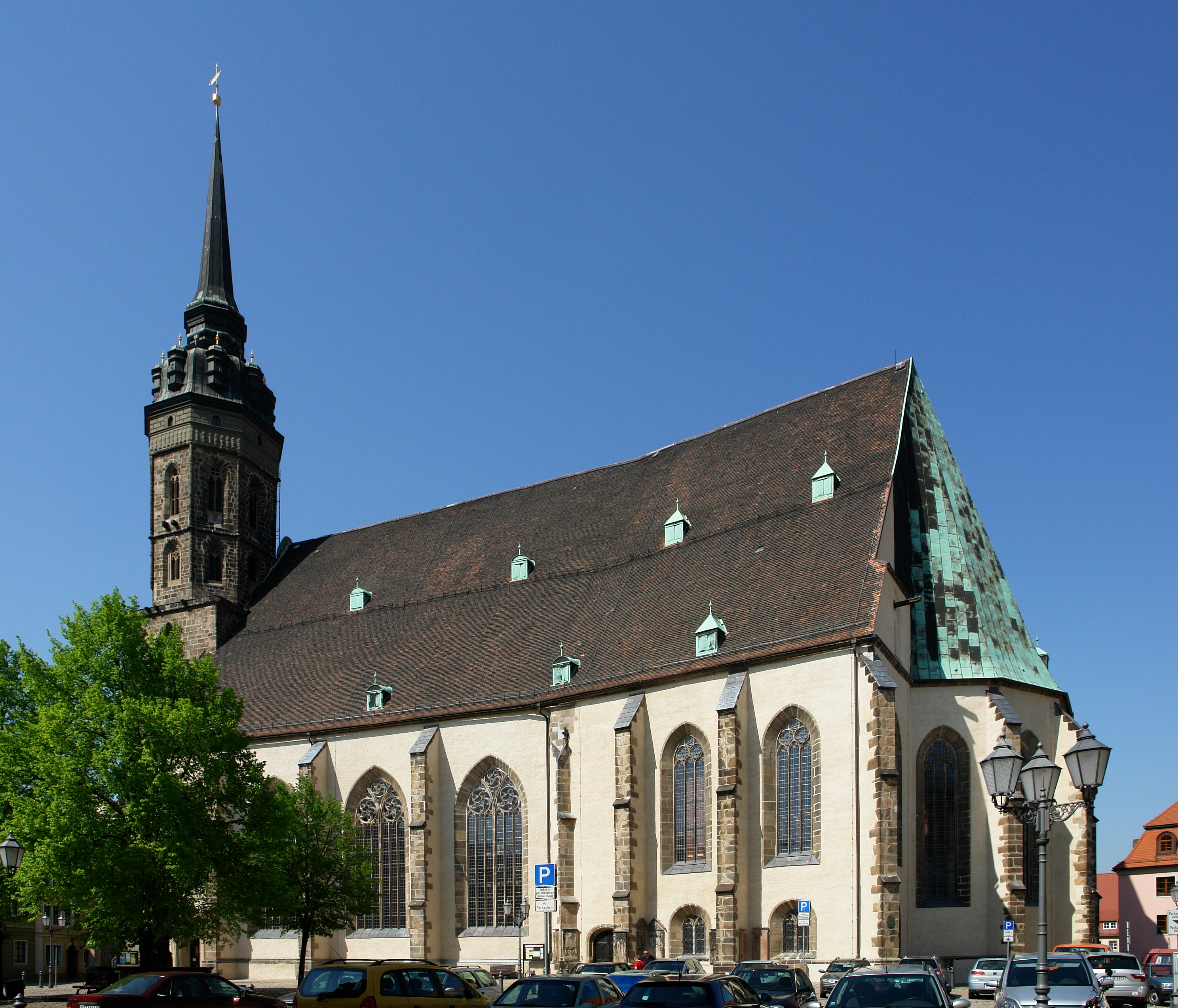
Szent Péter-katedrális
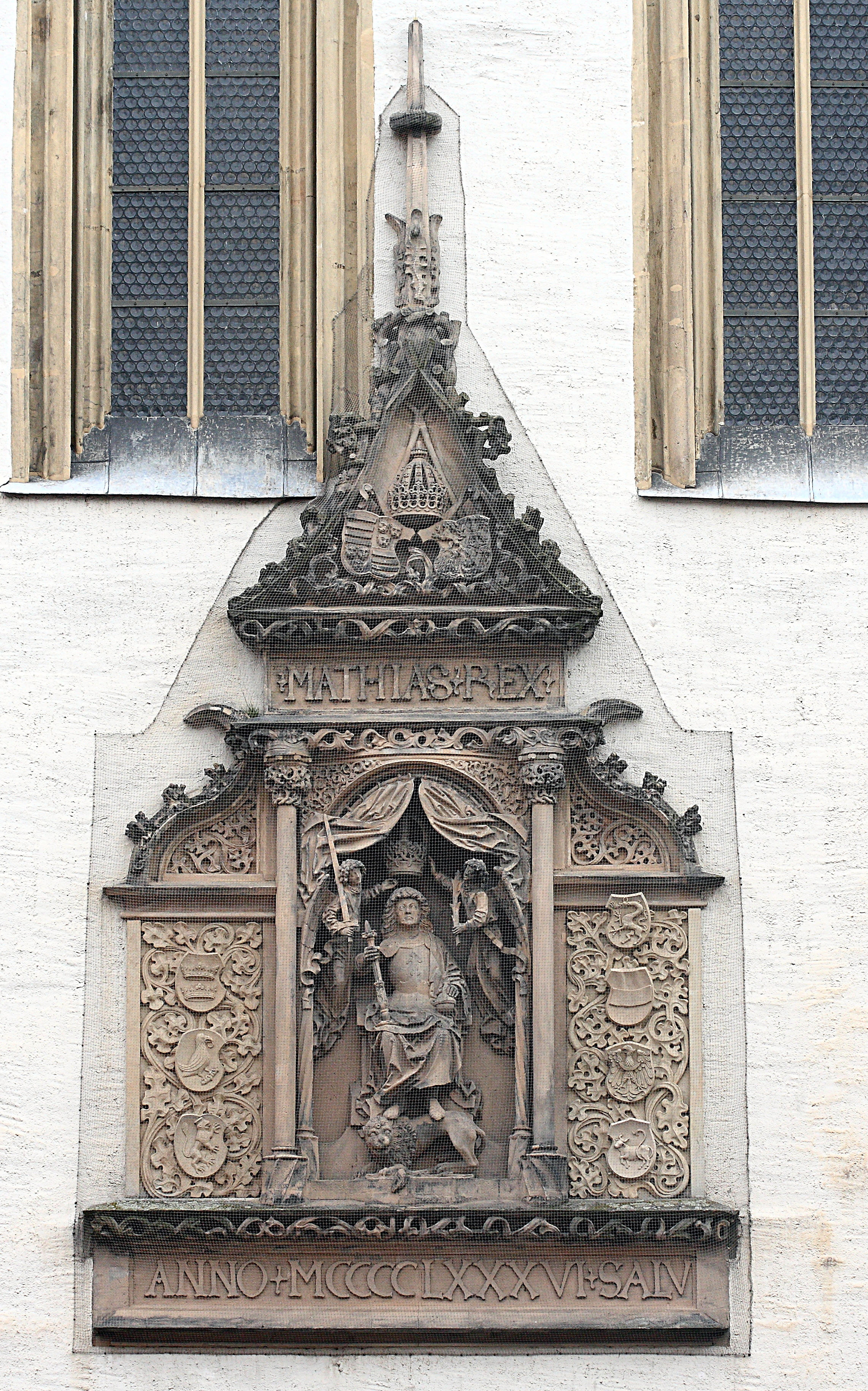
Hunyadi Mátyás domborműve a várkapu felett